# Contramaniera
Contramaniera es un estilo artístico que se desarrolló a partir de mediados del siglo XVI, sobre todo en Roma e Italia central, como reacción al estilo Manierista hasta entonces imperante.

## Vínculos con el espíritu de la Contrarreforma
Es un movimiento que hay que identificar de manera clara con el espíritu religioso impuesto por la Contrarreforma. A medida que fue avanzando el siglo se hizo más hostil a los preceptos manieristas. En confrontación con el rígido academicismo impuesto por artistas como Giorgio Vasari o Giulio Romano, la contramaniera buscó una manera más libre y cercana a la naturaleza de expresar el sentimiento religioso con una mayor profundidad.
En consecuencia, la contramaniera buscó la simplicidad en la composición, la austeridad y la sencillez, sobre todo en las obras devocionales. Fue a partir del reinado del pontífice Pablo IV Carafa, que se impuso desde las altas instancias romanas al arte oficial patrocinado por el Papado.
Sin embargo, la filosofía contramanierista supuso una grave limitación en la independencia del artista. El desnudo fue desterrado a las composiciones de tipo mitológico o de género. Artistas sobrevivientes del período anterior se vieron impelidos, bien de grado o a la fuerza, a adaptar sus creaciones a los postulados de los nuevos tiempos. No se toleraron las personalidades demasiado libres o excéntricas.
Un caso que define meridianamente el espíritu de la época lo tenemos en el pontífice Pío V, máximo exponente del espíritu contrarreformista. Para su capilla sepulcral encargó al pintor flamenco Bartholomeus Spranger una copia del Juicio Final de Fra Angelico, que el artista realizó con toda fidelidad, reduciendo su aportación al mínimo. El religioso encontraba mucho más acorde con sus ideales religiosos una obra del Quattrocento que cualquier nueva creación de su propio siglo. En efecto, en el arte contramanierista se halla latente una mirada hacia el espíritu del Gótico, con quien comparte su rígida reglamentación y su apego a los principios formales e ideológicos.

## Artistas del movimiento contramanierista
Los artistas más destacados dentro del movimiento contramanierista fueron Girolamo Muziano, Giuseppe Valeriano y Scipione Pulzone.
También una serie de pintores que anteriormente habían abrazado el manierismo se acercaron a esta corriente pietista, que había impregnado el talante de la sociedad romana. Entre ellos podemos citar a Santi di Tito, Ludovico Cigoli, Domenico Passignano, o incluso Bernardino Poccetti, Girolamo Siciolante da Sermoneta y Jacopino del Conte en su última época. En otras partes de Italia también existieron artistas que podríamos relacionar con este movimiento, como Luca Cambiaso en Génova.

## Papel histórico de la contramaniera
El posterior Concilio de Trento  (1563, última sesión) marcó una serie de directrices de cómo debía de ser el arte, y sobre todo la pintura religiosa. Sin embargo, el Manierismo no desapareció totalmente, y pervivió hasta el comienzo del siguiente siglo, tal vez en una versión anquilosada, pero todavía capaz de dar artistas importantes.

## Galería de obras contramanieristas

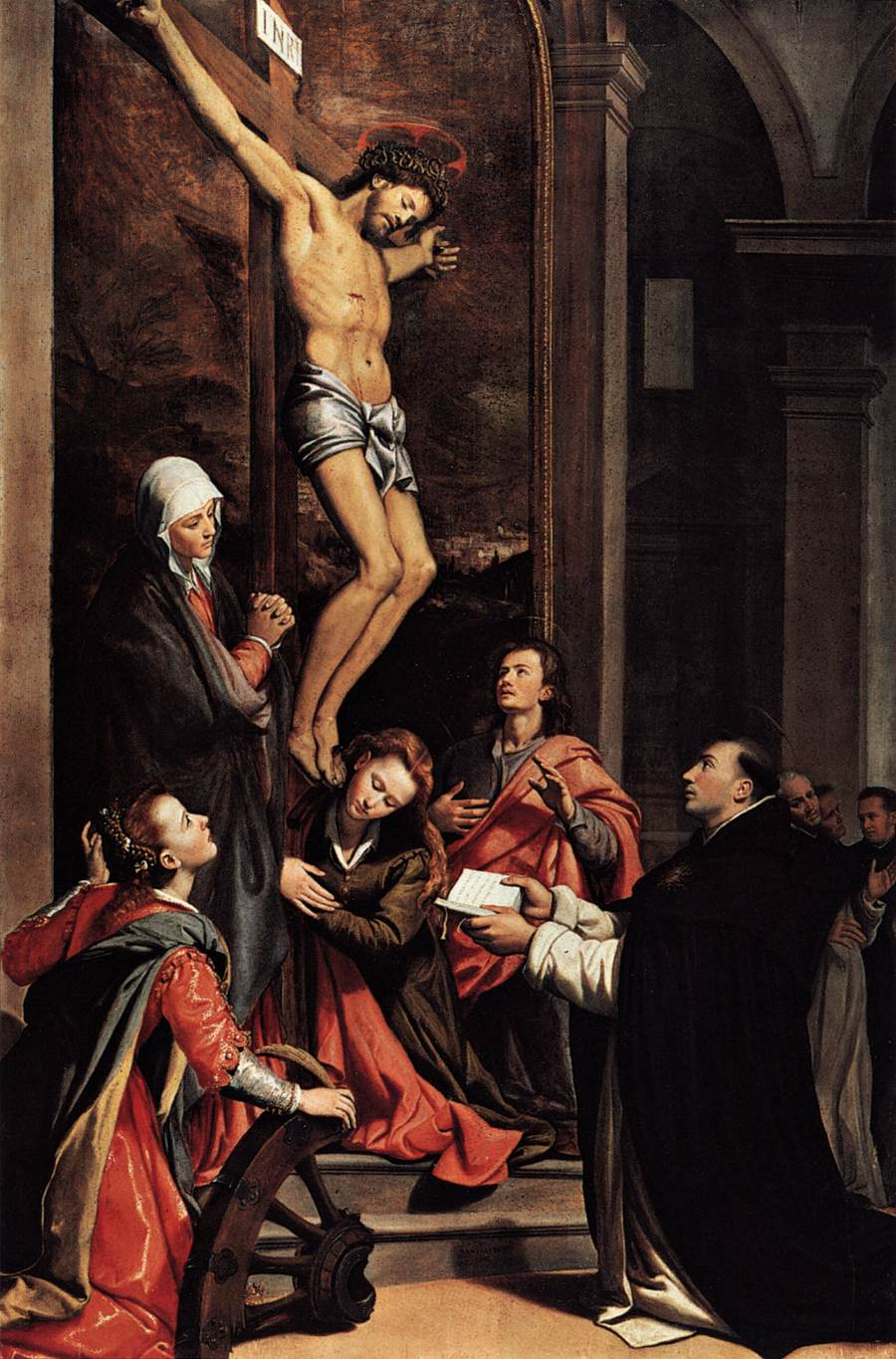
Santi di Tito, Visión de Santo Tomás de Aquino
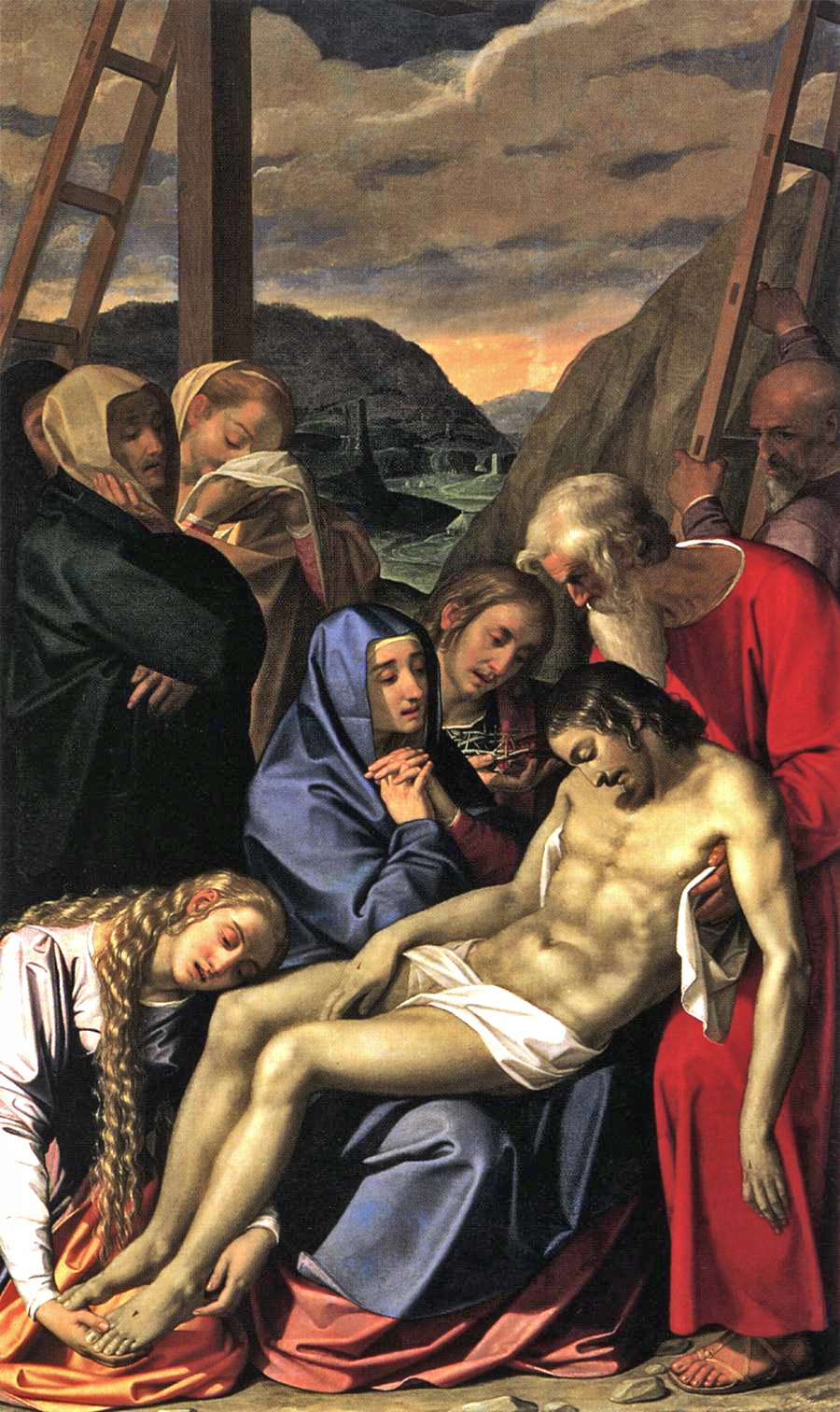
Scipione Pulzone, Pietà
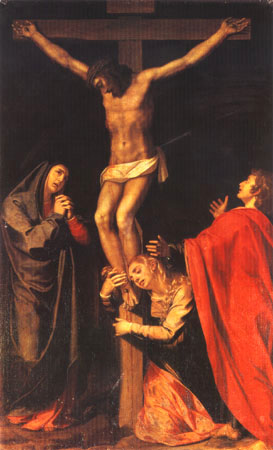
Scipione Pulzone, Crucifixión
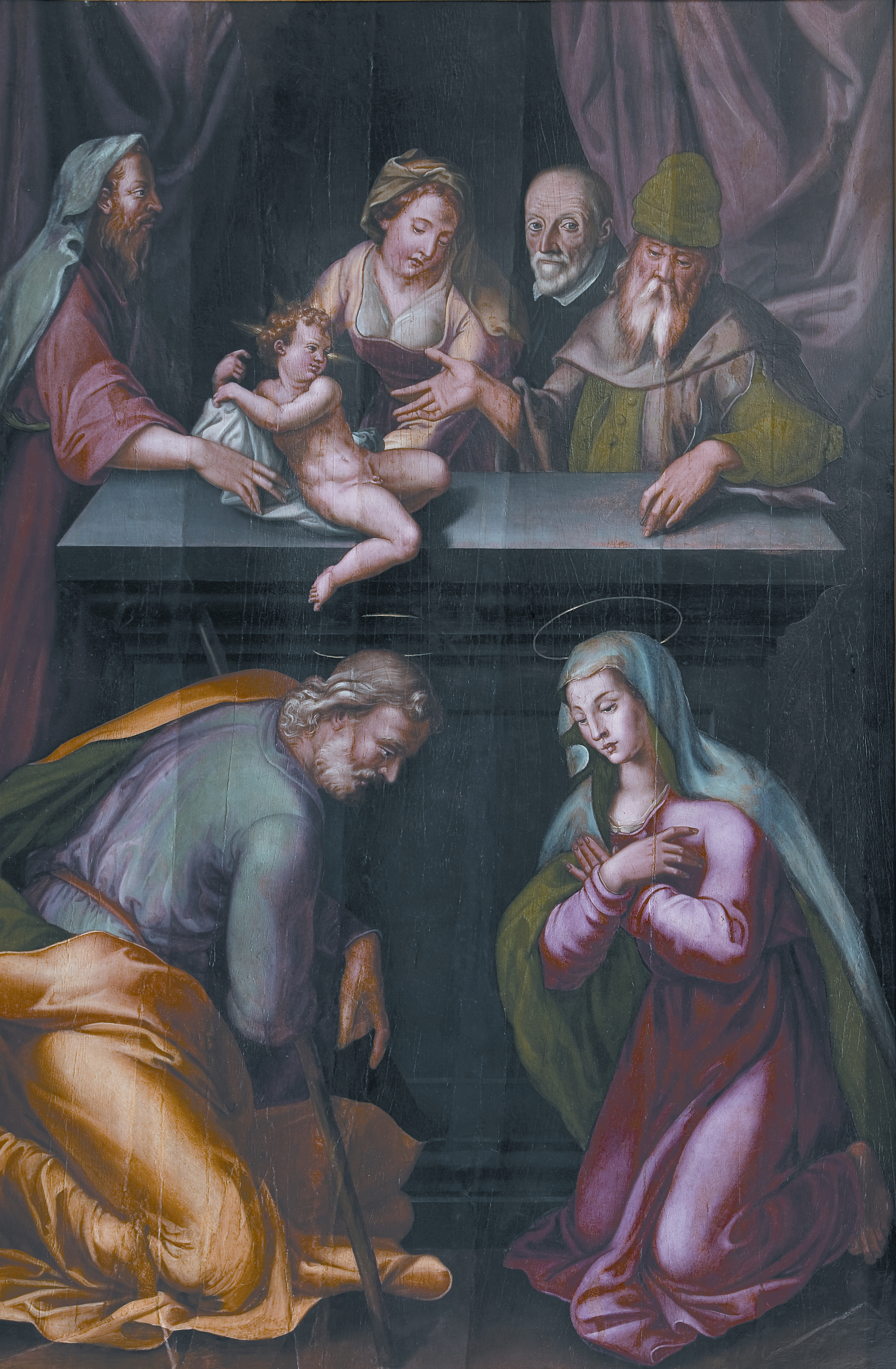
Taller de Bernardino Poccetti, Circuncisión
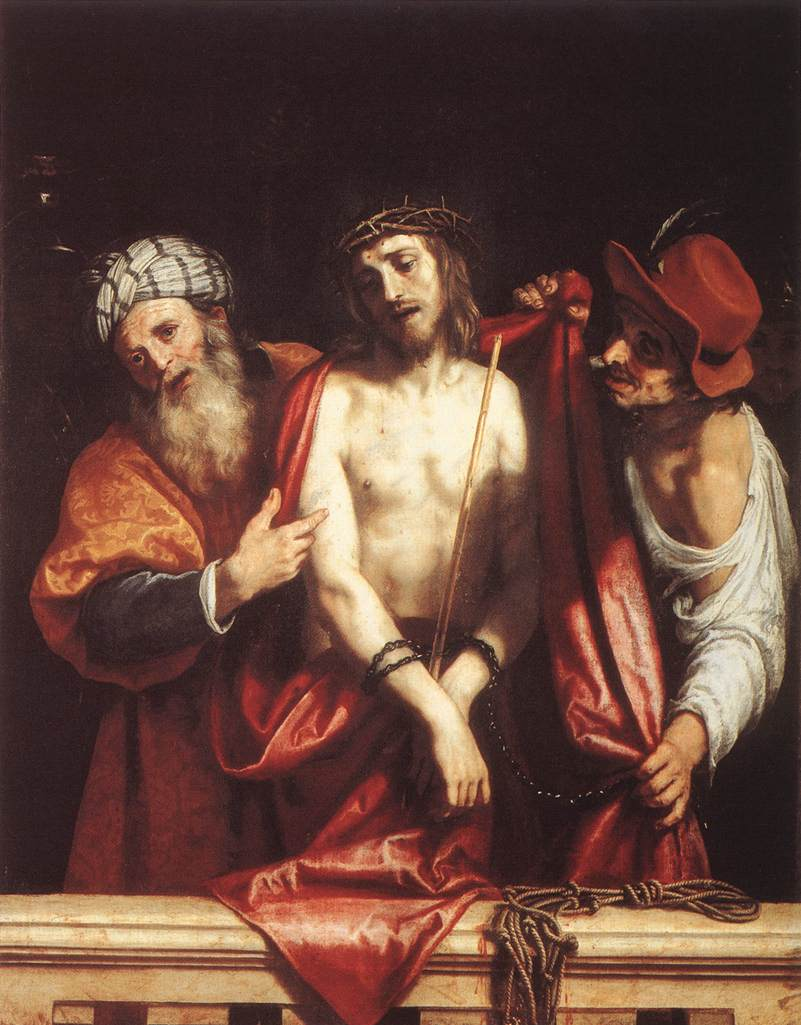
Ludovico Cigoli, Ecce Homo
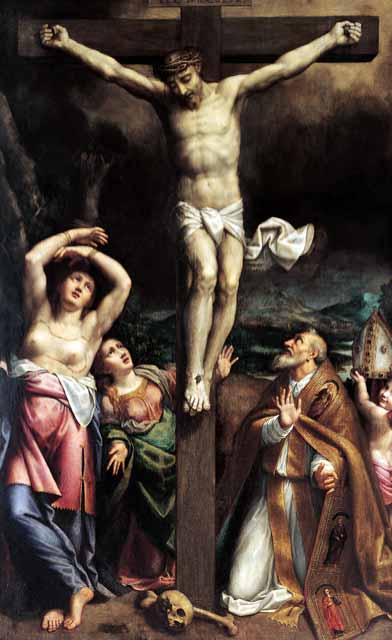
Bernardino Gatti, Crucifixión con santos
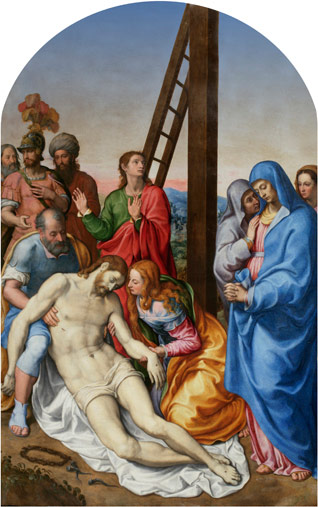
Girolamo Siciolante da Sermoneta, Descendimiento

- Datos: Q5785188